# Glabridorsum simulatum
Glabridorsum simulatum là một loài tò vò trong họ Ichneumonidae.